# ليونيد هورفيتش

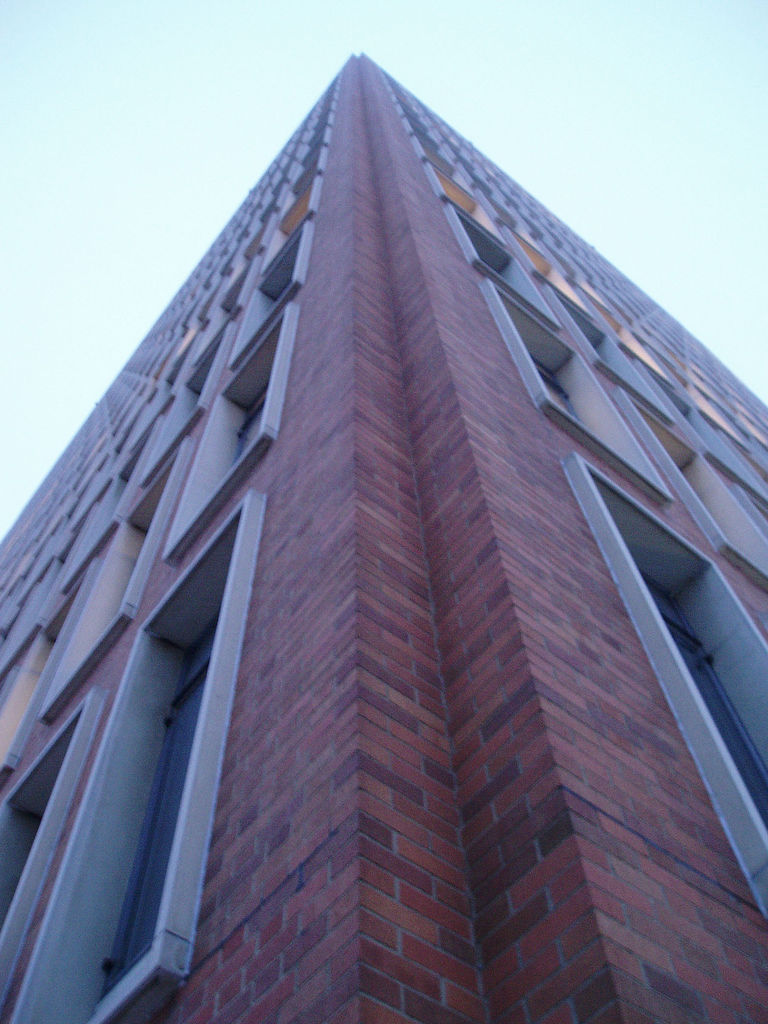
توأم هيلر هول ، سميت على اسم والتر هيلر ، قسم الاقتصاد ، جامعة مينيسوتا ، الضفة الغربية

ليونيد هورفيتش (Leonid Hurwicz) عالم اقتصاد أمريكي يهودي ولد في موسكو عام 1917 من أصل بولندي.
حائز على جائزة نوبل في الاقتصاد عام 2007 بسبب مساهمته بوضع نظرية تصميم الآليات ليصبح بذلك أكبر الفائزين بجائزة نوبل سنا على الإطلاق..
هورفيتش، البروفسور في جامعة مينيسوتا أطلق النظرية، ثم طورها ايريك ماسكين، البروفسور في جامعة برينستون، وروجر ميرسون، من جامعة شيكاغو.
توفي في 24 يونيو 2008.

## روابط خارجية
- ليونيد هورفيتش على موقع الموسوعة البريطانية (الإنجليزية)
- ليونيد هورفيتش على موقع مونزينجر (الألمانية)
- ليونيد هورفيتش على موقع إن إن دي بي (الإنجليزية)